# Panzerzug Kommunist
Der Panzerzug Kommunist (russisch Бронепоезд Коммунист Bronepojesd Kommunist) war ein Panzerzug der Roten Armee aus der Zeit des Russischen Bürgerkrieges.

## Geschichte
Zwischen dem 18. Februar und dem 15. März 1919 wurde in den Kiewer Maschinenbauwerken ein neuer Panzerzug gebaut. Dieser erhielt den vollständigen Namen Kommunist der Region Korosten (russisch Коммунист коростеньского района Kommunist korostenskogo rajona).

## Technische Daten

### Lokomotive

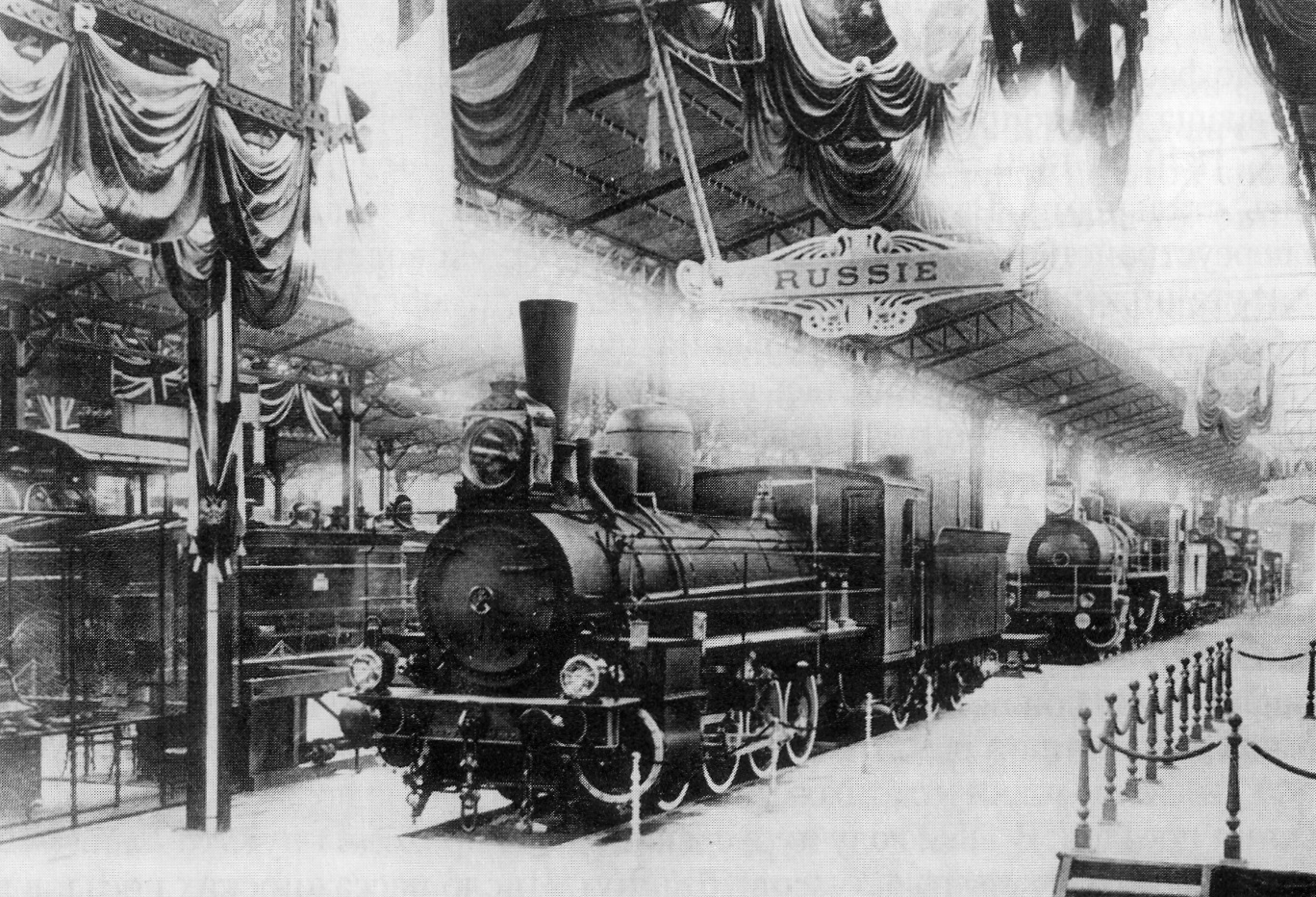
Ungepanzerte russische
Baureihe O

Die Dampflokomotive des Panzerzuges war eine vollständig gepanzerte Lokomotive der russischen Baureihe О.

### Artilleriewagen

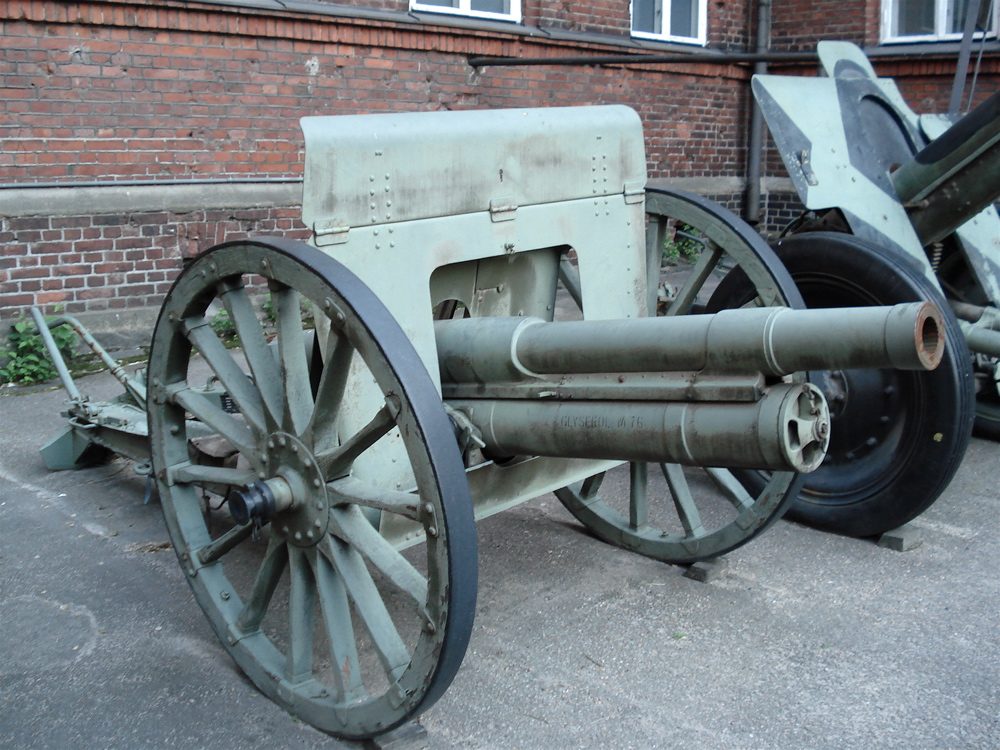
7,62-cm-Feldkanone M1902

Der Panzerzug Kommunist verfügte über zwei Artilleriewagen. Beide waren gleicher Bauart und verfügten über je zwei Geschütztürme mit je einer 7,62-cm-Feldkanone M1902. Die Kanonen waren an den Stirnseiten der Wagen angebracht. Zur Nahverteidigung befanden sich auf beiden Seiten des Wagens je zwei 7,62-mm-Maschinengewehre PM 1910. Zusätzlich verfügten die Wagen über je vier Maschinengewehrtürme auf den Dächern.

## Einsatz
Der erste Einsatz für den Panzerzug Kommunist fand am 7. April 1919 statt, während der Befreiung von Korosten durch die Rote Armee.
Fast einen Monat später, am 11. und 12. Juni 1919, wurde die Lage für die Rote Armee durch anhaltenden Angriffe der Weißen Armee in Richtung Chmelnyzkyj immer bedrohlicher und man musste den Rückzug antreten. Um die Moral der eigenen Truppen aufrechtzuerhalten, die Aufmerksamkeit auf sich zu ziehen und den feindlichen Vormarsch zu verlangsamen, wurde der Panzerzug Kommunist den gegnerischen Truppen entgegen geschickt. Es gelang ihm, bis zu 40 km in Richtung Werst vorzurücken. Um den Panzerzug Kommunist aufzuhalten, wurden drei Panzerzüge der Weißen Armee und zwei Artilleriebatterien eingesetzt. Daraufhin kam es zu einem langen Artillerieduell, wodurch der Panzerzug Kommunist beschädigt und umzingelt wurde. Danach kam es zu einem sechsstündigen Gefecht mit Maschinengewehren und Infanterie. Es gelang dem Panzerzug Kommunist die feindlichen Panzerzüge aufzuhalten und sich mit letzter Kraft zum Bahnhof in Deraschnja zu retten.
Im August 1919 gelang es der ukrainischen galizischen Armee den Panzerzug in Starokostjantyniw zu erbeuten. Diese nutzte ihn weiter unter dem Namen Panzerzug Wilna Ukrajina (ukrainisch: Вільна Україна / Wilna Ukrajina, deutsch: Freie Ukraine).

## Zugbesatzung
- Zugkommandant Lukian Tabukaschwili[2]

## Zusammensetzung
- Artilleriewagen
- Panzerzuglokomotive
- Artilleriewagen